# 海利格克羅伊茨科費爾山
46°36′51.6″N 11°57′4.5″E / 46.614333°N 11.951250°E

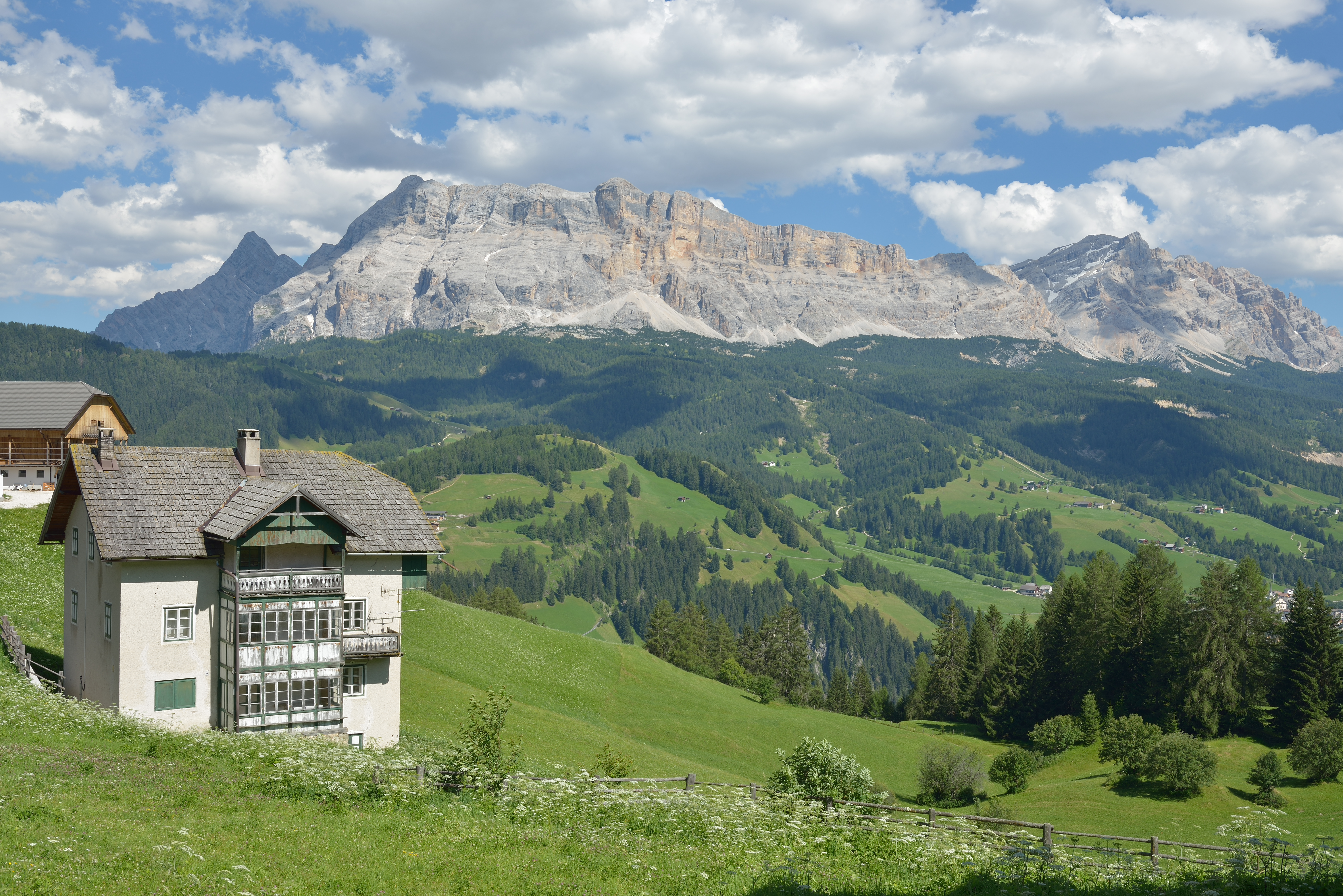

海利格克羅伊茨科費爾山（義大利語：Sasso di Santa Croce），是意大利的山峰，位於該國東北部，由博爾扎諾-南蒂羅爾自治省負責管轄，屬於多洛米蒂山的一部分，距離采訥山0.7公里，海拔高度2,907米，每年平均降雨量1,874毫米。